# Graphium alebion
Graphium alebion is een vlinder uit de familie van de pages (Papilionidae). De wetenschappelijke naam van de soort is voor het eerst geldig gepubliceerd in 1852 door John Edward Gray.